# Mr. Bungle
Mr. Bungle je americká kapela míchající ve svých skladbách různé hudební styly. Působila v letech 1985 do 2004. Obnovena byla v roce 2019.

## Historie
Vznikla v roce 1985 v malém kalifornském městečku Eureka jako středoškolská kapela. Jméno je převzato ze vzdělávacího pořadu pro děti z 80. let (na prvním albu jsou z něj dokonce použity některé pasáže).

## Členové
V roce 1988 po vydání 4 demo nahrávek vzal Patton nabídku od Faith No More, a to vedlo k utlumení řádění Mr. Bungle na nějaký čas. Patton stále spolupracoval i se svou kapelou ze střední školy. I ostatní členové kapely měli vedlejší projekty. Trey Spruance v roce 1995 se ve studiu podílel na natáčení alba Faith No More King For A Day.
Přestože už od roku 2000 aktivně nevystupovali, oficiálně se rozpadli až v roce 2004.
Skupina byla obnovena v roce 2019 v sestavě Patton, Spruance a Dunn, které doprovází kytarista Scott Ian a bubeník Dave Lombardo.

## Dema a oficiální alba
- P1986 - první demo nazvané The Raging Wrath Of The Easter Bunny přineslo avantgardní směs žánrů, jako metalu, funku, experimentálního jazzu a punku.
- 1987 - 1989- demo nahrávky: Bowl Of Chiley, Goddammit I Love America! (Skladba Egg) a OU818.

- 1991 - oficiální debutová deska Mr. Bungle (producent John Zorn) kombinující metal, funk, ska, karnevalovou hudbu a free jazz. Kritici ji z nedostatku invence (nebo místa) popisovali jako metal funk. Pattonovy vokály se pohybují od zuřivého rapování přes nepříčetný řev až po sladké štkaní, štěkání, kokrhání, mručení, frkání a další zvuky. Mění barvu hlasu, dikci i frázování, jak se mu zalíbí, vše je dovoleno a cokoliv je možné.
  - Skladba Quote Unquote
  - Skladba Squeeze Me Macaroni
  - Skladba Carousel
  - Skladba Stubb (A Dub)
  - Skladba My Ass Is On Fire
  - Skladba The Girls Of Porn
  - Skladba Love Is A Fist
  - Skladba Dead Goon
- 1995 - druhá oficiální deska Disco Volante. Temnější a experimentálnější album, není tak hravé a nabízí odlišný druh hudební zvrácenosti. Dominující basové dunění, chaotické zvuky představují soudržnou barevnou směs death metalu, free jazzu, psychedelie, latinskoamerické samby, dixielandu, psycho billy, zrychleného popu či tanga, doprovázené dětskými popěvky a středo-východním technem. Ovlivněno soudobou vážnou hudbou, avantgardním jazzem, elektronickou hudbou 70. let. Texty pojednávající o smrti, sebevraždě, či zneužívání dětí.
  - Skladba Violenza Domestica
  - Skladba Chemical Marriage
- 1999 - třetí a bohužel poslední album California. Kritiky popisované jako nejsnadněji poslouchatelné, případně "překvapivě lineární". V jednotlivých skladbách již není tolik zvratů. Přestože sám Patton popsal toto album jako skoro popové, nezapomněl dodat, že "nějakej zasranej fanda No Doubt z Ohia to stejně nezkousne". Album bylo nahráno na analog (pásky), přičemž na některé skladby bylo potřeba vícero 24-stopých strojů, protože se používalo přes 50 různých stop.
  - Skladba Golem II: The Bionic Vapour Boy
  - Skladba Pink Cigarette.
  - Závěrečná skladba Goodbay Sober Day - složená z osmi různých částí potvrzuje jejich pověst.